# Vafþrúðnismál

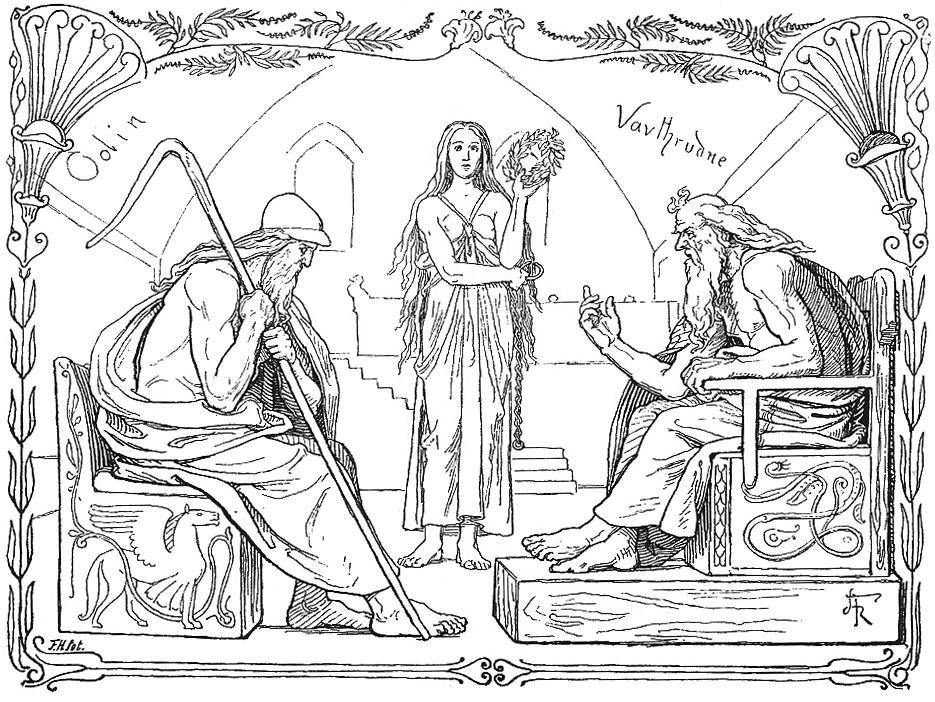
Odín y Vafþrúðnir batallan en un juego de conocimiento (1895) de Lorenz Frølich.

En la mitología nórdica Vafþrúðnismál  ("Dichos de Vafþrúðnir") es el tercer poema de la Edda poética. Es una conversación en forma de verso conducida inicialmente entre los Æsir Odín y Frigg, y luego entre Odín y el gigante Vafþrúðnir. El poema abunda en detalles sobre la cosmología nórdica y fue evidentemente utilizado extensivamente como una fuente de información  por Snorri Sturluson en la redacción de la Edda prosaica. El poema fue preservado en el Codex Regius y parcialmente en AM 748 I 4.º. Hay problemas de preservación relacionados con las estrofas 40-41.

## Sinopsis
La obra comienza con Odín pidiendo consejos e indicaciones a Frigg, preguntándole si sería sabio buscar la morada de Vafþrúðnir. Frigg le aconseja que no emprenda esta búsqueda diciéndole que Vafþrúðnir es un gigante extremadamente poderoso, el más poderoso que ella conoce. Sin embargo Odín no le hace caso.
Al llegar a la residencia de Vafþrúðnir, Odín indaga cuán sabio es, a través de su clásico mecanismo de competencia de sabiduría. Vafþrúðnir acepta la apuesta y permite que deambule por su morada y sólo le dejaría partir con vida si Odín demostraba ser más sabio. Odín, un experto en el engaño, intenta hacerse pasar por Gagnrádr ("victoria") y suplica por la tradición de hospitalidad que debe ser proporcionada a los caminantes. Vafþrúðnir, le invita a pasar y se sienta con él. Luego un juego de adivinanzas comienza entre ambos.
Durante el transcurso de la estrofa 19, Vafþrúðnir es lo suficientemente torpe como para apostar su cabeza en caso de que fuera derrotado; con ello la victoria de Odín resultaría en su muerte. En la estrofa 55, al final de la competencia, Vafþrúðnir es obligado a capitular ante la astucia de Odín, cuando este le pregunta qué fue lo que Odín susurró en el oído de Baldr antes de que su cuerpo fuera colocado en el barco funerario. Ésta era una pregunta que sólo Odín era capaz de contestar; es la regla de un concurso de conocimiento que las preguntas sólo pueden ser realizadas si quien las propone conoce la respuesta, y es en este punto, cuando Vafþrúðnir reconoce la identidad de su huésped:
Sólo tú sabes eso, lo que tiempo atrás
dijiste en el oído de tu hijo
me condené cuando me atreví decir
qué destino tendrán los dioses,
y aposté mi sabiduría contra la de Odín
siempre el más sabio de todos
Vafthrúdnismál 55, Traducción al español de la traducción de W.H. Auden y P.B. Taylor